# Marcelo Mendiharat
Marcelo Mendiharat Pommies, obispo católico en Uruguay, nació el 2 de mayo de 1914 en Ostabat-Asme, Francia y murió el 12 de junio de 2007 en Montevideo, Uruguay.

## Biografía
En el País Vasco francés, donde había nacido, hace sus estudios primarios y secundarios.
A los 17 años emigró a Uruguay junto a su familia y siete años más tarde, en 1938, ingresó al Seminario de la Diócesis de Salto. Fue ordenado sacerdote por monseñor Alfredo Viola el 22 de julio de 1945.
Durante varios años estuvo encargado del Seminario Menor de Salto y fue también párroco de la Parroquia San Eugenio de la ciudad de Artigas.
Fue nombrado obispo coadjutor el 3 de febrero de 1959 y consagrado el 18 de mayo. Junto a su obispo Alfredo Viola, participó en las cuatro sesiones del Concilio Vaticano II. Ambos fueron dos de los cuarenta obispos firmantes del Pacto de las catacumbas de Domitila, por el que se comprometieron a caminar con los pobres asumiendo un estilo de vida sencillo y renunciando a todo símbolo de poder.
El 25 de marzo de 1968 fue nombrado obispo diocesano de Salto y participó en la II Conferencia General del Episcopado Latinoamericano, organizada por el CELAM, en Medellín, Colombia.
Mendiharat participó en la renovación de la Iglesia uruguaya junto a otros obispos como Carlos Partelli y Luis Baccino. Puso en práctica las orientaciones del Concilio Vaticano II y de la Conferencia de Medellín en su diócesis. Promovió los grupos de reflexión o comunidades eclesiales de base, donde los creyentes, confrontan su vida con el Evangelio y asumen su compromiso cristiano en la sociedad. En noviembre-diciembre de 1968 se realizó la Asamblea Diocesana de Pastoral de la Diócesis de Salto que fijó cuatro grandes líneas para la acción de la Iglesia en el litoral norte uruguayo: evangelización; corresponsabilidad; comunidades de base; pobreza y servicio.
A comienzos de la década del 70, Marcelo Mendiharat realizó un convenio con la Universidad de la República, para fundar en el antiguo local del Seminario la Casa de la Universidad de Salto y, más tarde, la Regional Norte de la Universidad estatal. El entonces rector de la Universidad Oscar Maggiolo y los profesores Domingo Carlevaro, Enrique Cesio, Gustavo Olveyra fueron los creadores, junto a Mendiharat y la Curia de ese acuerdo que realizó aportes significativos a la educación de esa región.
A partir de los años 70 la crisis política que vivía el país hizo que las condiciones en que se desarrollaba su labor pastoral fueran cada vez más difíciles y peligrosas. Marcelo Mendiharat se contó entre los pastores que, en palabras de Ana María Bidegain, denunciaron «las raíces de la injusticia y la violación de los derechos humanos». De visita en Roma a comienzos de 1973, no volvió a Uruguay por consejo de Paulo VI. Se exilió en Argentina: vivió primero en la diócesis de Avellaneda, en Buenos Aires y luego fue acogido en la diócesis de Morón por su obispo Justo Laguna. Allí permaneció hasta después de las elecciones de noviembre de 1984 que señalaron el retorno del Uruguay a la democracia.
Durante su ausencia mantuvo permanente contacto con su diócesis. En 1978 Carlos Alberto Nicolini fue nombrado obispo auxiliar de Salto y luego administrador apostólico Sede Plena, transfiriéndole la responsabilidad de la conducción de la diócesis mientras Mendiharat estuviera ausente. No obstante, Nicolini mantuvo contacto y una relación fraterna con Mendiharat.
El 27 de diciembre de 1984, Mendiharat volvió a Salto por primera vez desde 1973 y el 24 de marzo de 1985 una gran concelebración en la Catedral de Salto marcó su regreso definitivo a la diócesis. Nicolini fue nombrado obispo coadjutor de Salto
En abril de 1985, Mendiharat y Nicolini convocaron a la comunidad diocesana a elaborar de forma muy participativa un Plan Pastoral Diocesano, aplicando las técnicas de planeación pastoral en boga en aquel momento, a partir de los cursos ofrecidos por el sacerdote eudista colombiano Jorge Enrique Jiménez Carvajal. El Plan impulsó la Nueva Evangelización, las Comunidades Eclesiales de Base y la Pastoral Social Liberadora. 
El 9 de mayo de 1988 recibió la visita de Juan Pablo II en su diócesis, quien pronunció una homilía sobre la Nueva Evangelización que significó un importante aliento para la orientación pastoral de Mendiharat.
El 8 de marzo de 1989 se retiró por edad, según se establece en el Derecho Canónico, y pasó a ejercer el ministerio pastoral como párroco de la Parroquia Santa Cruz de Salto. 
Desde enero de 2003 pasó a vivir en la sede del Obispado donde prestó diversos servicios pastorales. En sus últimos años, necesitado de cuidados de salud más intensos, decidió retirarse al Hogar Sacerdotal, en Montevideo, donde falleció el 12 de junio de 2007, a los 93 años. Sus restos mortales se trasladaron a Salto donde fueron inhumados en el Panteón de la Diócesis de Salto.